# Luban Road
Luban Road (鲁班路; Pinyin: Lǔbān Lù) is een station van de metro van Shanghai in het district Huangpu. Het station wordt bediend door lijn 4. 
Het ondergronds station ligt aan de kruising van de Quxi Road (瞿溪路) en Luban Road. Het station is van op straatniveau bereikbaar via drie verschillende ingangen.
Luban Road werd als station op lijn 4 geopend op 29 december 2007. Het is van de stations die twee jaar later dan het eerste deel van de lijn volgden, en dan pas mee de lus sloten. De latere opening is het gevolg van een ernstig werfongeluk bij Dongjiadu Road op 1 juli 2003 tijdens de werken. Het station is ontworpen met een eilandperron.
← Yishan Road · Shanghai Indoor Stadium · Shanghai Stadium · Dong'an Road · Damuqiao Road · Luban Road · South Xizang Road · Nanpu Bridge · Tangqiao · Lancun Road · Pudian Road · Century Avenue · Pudong Avenue · Yangshupu Road · Dalian Road · Linping Road · Hailun Road · Baoshan Road · Station Shanghai · Zhongtan Road · Zhenping Road · Caoyang Road · Jinshajiang Road · Zhongshan Park · West Yan'an Road · Hongqiao Road → 

Lijnen van de metro van Shanghai: 1 · 2 · 3 · 4 · 5 · 6 · 7 · 8 · 9 · 10 · 11 · 12 · 13 · 14 · 15 · 16 · 17 · 18 · Pujiang Line